# Hiroyuki Abe
Hiroyuki Abe (Prefectura de Nara, 5 de juliol de 1989) és un futbolista japonès que actualment juga de centrecampista al Kawasaki Frontale de la Lliga japonesa de futbol.

## Club
Va començar com a futbolista al Gamba Osaka i el seu actual club és el Shonan Bellmare.

## Selecció del Japó
Va debutar amb la selecció del Japó el 9 de desembre de 2017 contra la selecció de Corea del Nord. Va disputar 3 partits amb la selecció del Japó.

## Estadístiques
| Selecció del Japó | Selecció del Japó | Selecció del Japó |
| Anys              | Partits           | Gols              |
| ----------------- | ----------------- | ----------------- |
| 2017              | 3                 | 0                 |
| Total             | 3                 | 0                 |